# Pseudocleobis andinus
Pseudocleobis andinus är en spindeldjursart som först beskrevs av Pocock 1899.  Pseudocleobis andinus ingår i släktet Pseudocleobis och familjen Ammotrechidae. Inga underarter finns listade i Catalogue of Life.